# 9月30日事件
9月30日事件（くがつさんじゅうにちじけん、尼: Gerakan 30 September、通称9・30事件）とは、1965年9月30日にインドネシアで発生した軍事クーデターである。

## 概要
クーデターを起こした国軍部隊は権力奪取に失敗しているので、正しくは「クーデター未遂事件」とするべきであるが、一般に未遂事件後のスハルト陸軍少将による首謀者・共産党勢力の掃討作戦に関連する一連の事象全体を指して「9月30日事件」と総称している。
事件の背景として、国軍と共産党の権力闘争、スカルノ大統領の経済政策の失敗にともなう国内の混乱、マレーシアとの対立により国際連合脱退まで至った、国際政治におけるインドネシアの孤立などがあった。この事件を契機として、東南アジア最大の共産党であったインドネシア共産党は壊滅し、スカルノは失脚した。
9月30日事件の詳細な経緯については、スハルト政権崩壊後の今日においても、未だ多くの謎に包まれている。以下の3つの他にも様々な陰謀説が主張されているが、いずれも推測の域を出ていない。
- インドネシア共産党と近い軍人を使って反共的な将軍らを排除しようとしたスカルノと、インドネシア共産党と親密であった中国共産党の双方が関与していたという説[1][2]。
- スカルノの排除を狙うスハルトが仕掛けたカウンター・クーデターであるという説。
- スカルノの左傾化と中華人民共和国への急接近を警戒したアメリカ合衆国の中央情報局（CIA）が背後にいたという説[3]。

いずれにしても、この事件の影響でインドネシアと中華人民共和国との外交関係が政府間のみならず民間関係も含めて悪化し、それと反比例してイギリスやアメリカなどの西側諸国との外交関係が良好なものとなっていった。なお、日本との関係は元軍人の斉藤鎮男大使以下、スカルノとスハルトとも順調に推移した数少ない国であった。
スカルノは1970年に死亡し、スハルトが2008年1月27日に死亡したため、本人の口から事の真相を聴くことは不可能となり、また事件後の「共産主義者狩り」に動員された人々の多くが被害者側からの報復を恐れて口を閉ざしていることも、事件の全貌を解明することを難しくしていると言える。しかし近年、9・30事件をテーマとした映画が制作され、インドネシアでも上映されたことをきっかけに、事件の真相究明を求める動きが広がっている。
インドネシア国内では、その略語に黒幕とされたインドネシア共産党（Partai Komunis Indonesia）の頭文字をつけて「G30S/PKI」とも呼ばれる（この呼称がスハルト政権下で公認されていたが、後半のPKIは民主化後など時期によっては外されている）。さらに、特に9月30日のクーデター未遂事件を、クーデター部隊をドイツのゲシュタポ（＝恐怖政治のイメージ）にかけて「ゲスタプ（Gerakan September Tiga-puluh）」といい、翌日以降のスハルトらによる掃討作戦を「グストク（Gerakan Satu Oktober、10月1日運動）」と呼んで区別する場合もある。

## 背景

### 経済政策の失敗

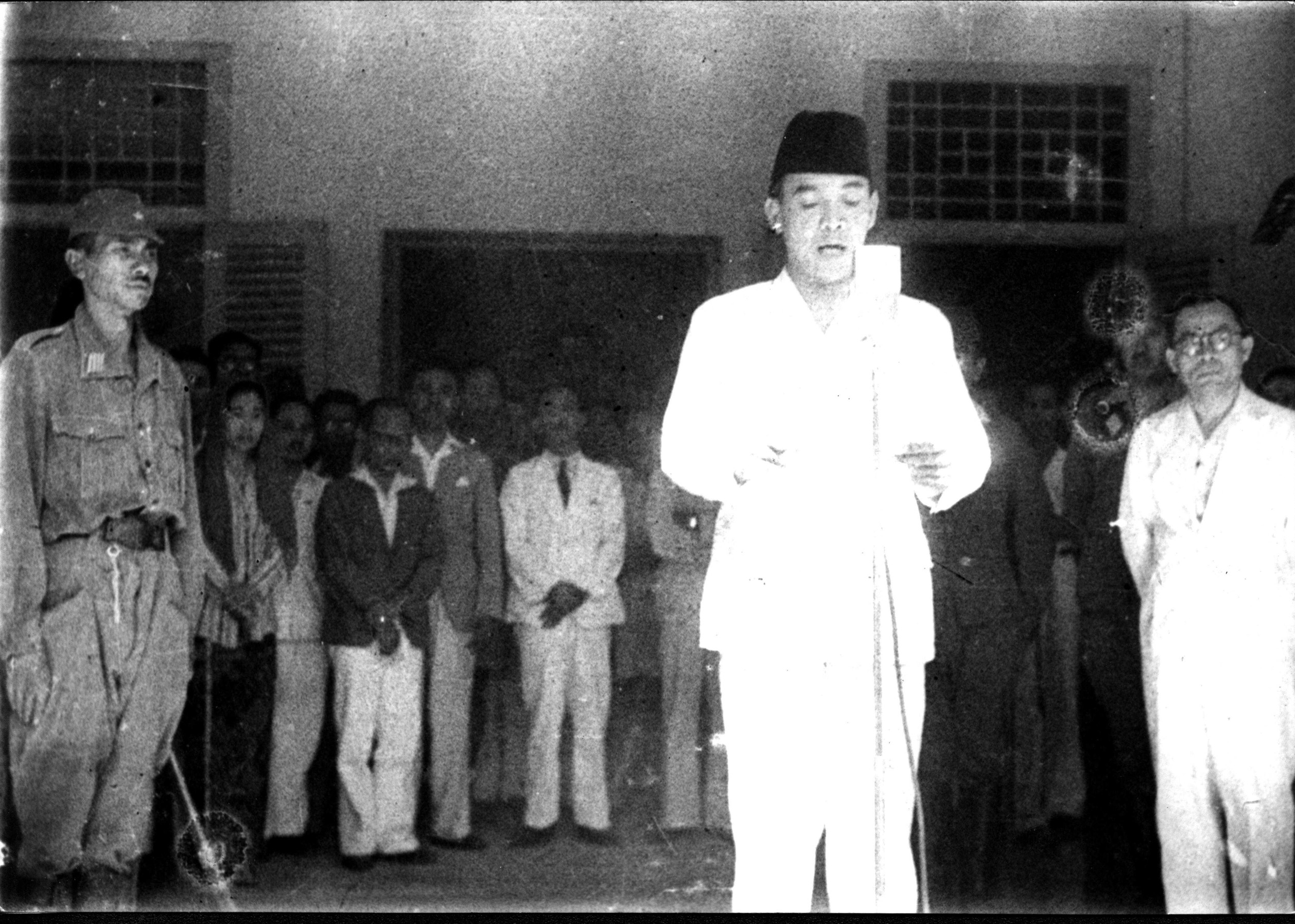
独立宣言を行うスカルノ（1945年）

インドネシア建国の父となったスカルノは、国民をオランダの植民地支配から解放したという点で、まさしく「国民的英雄」だった。その一方で、オランダの植民地時代の遺産の完全否定は、経済的にプラスになる部分まで切り捨ててしまったために、同国に経済的な疲弊をもたらした。
旧オランダ領東インド時代のジャワは、世界でも有数の砂糖生産地であり、その輸出により経済が成立していた。こうしたモノカルチャー経済に大きく依存していた国民経済は世界市場の変動によって左右されやすく、政治的独立を達成したスカルノにとって次なる課題は、そうした植民地経済の遺産を清算し、経済的独立を達成することであった。
スカルノは欧米諸国、その中でも旧宗主国のオランダやイギリスのみならず、独立を支援していたアメリカ合衆国を含む西側諸国を中心とした外国企業の資産を接収し、新たな外資の導入も禁止することで、欧米諸国を中心とした外資の排除を図った。また、植民地時代から経済分野で優勢な地位を固めていた華人を差別し、さらにさまざまな輸入品目の規制を図ることで地場産業の振興を図り、自立的な経済の樹立を目指した。しかし、これらの経済政策は、深刻な食糧不足とインフレ率数100%に達する末期的な経済状況を生み出してしまった。

### 外交上の孤立

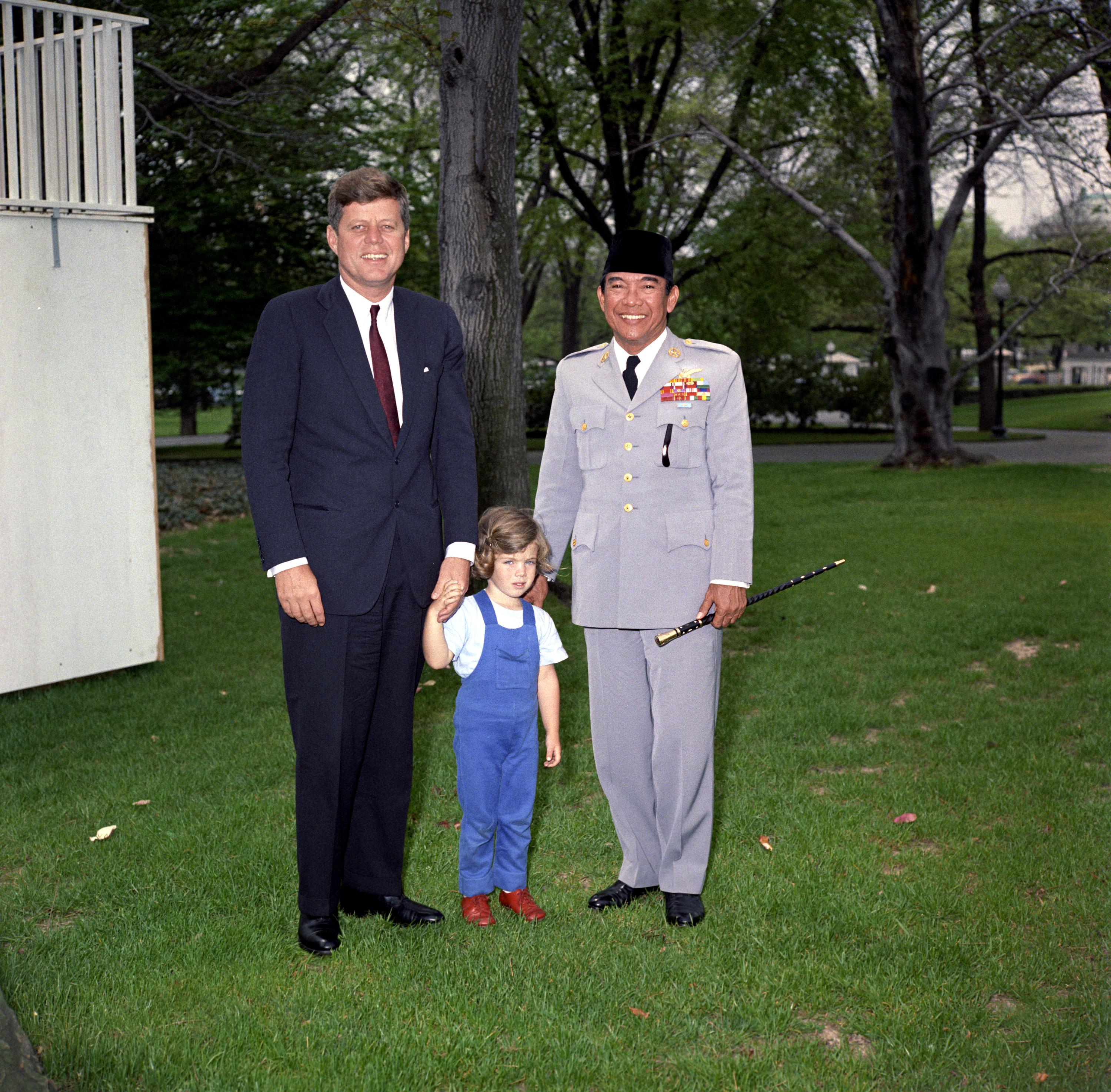
スカルノとアメリカのジョン・F・ケネディ（1961年）

スカルノ政権による外資凍結と外国企業接収は、それらに利権を有していたオランダやイギリスのみならず、欧米諸国からの非難を呼び起こし、それまでインドネシアの独立を支持していたアメリカもスカルノに対して不快感を強めていった（ここからスカルノ政権の転覆を図るためにアメリカのCIAが9月30日事件を策謀したという説が出てくる）。
1961年に、マレー半島一帯の宗主国であったイギリス政府の肝いりでマレーシア連邦が建国されると、スカルノはこれを「旧宗主国による植民地主義の復活である」として厳しく非難、国軍部隊を派遣して「マレーシア粉砕」を高らかに宣言し、1962年からは軍事衝突が断続的に起こった(en:Indonesia–Malaysia confrontation)。これがさらなる国際的非難を招くと、1965年1月にはマレーシアの国際連合安全保障理事会非常任理事国への当選に抗議して国際連合からの脱退を敢行し、インドネシアの国際的孤立はますます深まっていった。
こうした実行を伴ったスカルノの外交パフォーマンスには、多分に国内向けのナショナリズム・アピールという側面があり、国民の経済的困窮の不満を外に向けて発散させるという動機があったことも見逃せない。そうしたスカルノの姿勢に対して、国内でも軍主流派やエコノミスト、一部政党政治家らは危機感を強めており、挙国一致して国難を乗り越えようとするスカルノの「指導される民主主義」末期には、国内各勢力の分裂の契機が内包されていた。

### 国軍対共産党
「指導される民主主義」を標榜していたスカルノは、国家の危機的状況を乗り切るために民衆のナショナリズムを絶えず鼓舞していた。彼がさかんに唱えたのは「ナサコム（NASAKOM）」というスローガンである。これは、NAS=Nasionalisme（インドネシア国民党に代表されるナショナリズム）、A=Agama（ナフダトゥル・ウラマーを代表とする宗教組織）、KOM=Komunisme（共産主義）の三者一体によって挙国一致の翼賛体制を支えるスローガンであった。
民衆にナショナリズムを高揚させる一方で、スカルノが有力な支持基盤としたのはインドネシア共産党だった。植民地時代以来、時の政権に対して対決的姿勢を示し続けてきた共産党であったが、1953年にディパ・ヌサンタラ・アイディットが書記長に就任して以降、合法的活動・大衆路線を採用し、その傘下の各種組織とともに、スカルノ政権下で順調に党勢を伸ばした。
一方、独立戦争後に内部対立で権力が分散していた国軍は、組織の合理化など一連の改革によって組織的求心力を強めることに成功し、国政上においてもその存在感を増しつつあった。特に最も反共的な陸軍は、将校が「将軍評議会」を作ったが、スカルノはこれを「容共的」な自分と対立する可能性があるものとして特に警戒した。
いずれにしてもスカルノは、国軍と共産党の間で「バランサー」として権力を維持しようとした。しかし、スカルノの下での共産党と国軍の主導権争いという構図は、1965年7月に明らかになったスカルノ自身の健康悪化という不安要素とともに、両者の緊張関係が最高潮に達したとき、何かが起きるという暗い予感を内外に印象付けるものであった。

## 事件の推移

### 軍事クーデター勃発
1965年9月30日（木曜日）深夜、首都ジャカルタにおいて、インドネシア共産党のディパ・ヌサンタラ・アイディット議長からの指示を受けた大統領親衛隊第一大隊長のウントゥン・ビン・シャムスリ中佐（Untung bin Syamsuri, 1926年 - 1966年）率いる部隊が軍事行動を開始した。ハリム空軍基地の空軍作戦司令部に拠点を置いたこの部隊は、翌10月1日未明までに、陸軍の高級将校6名をそれぞれの自宅で殺害、または瀕死の重傷を負わせた。
殺害されたのは、
- 陸軍司令官アフマド・ヤニ中将
- 陸軍司令官第二代理スプラプト少将
- 陸軍司令官第三代理マス・ティルトダルモ・ハルヨノ少将
- 陸軍司令官第一補佐官シスウォンド・パルマン少将
- 陸軍司令官第四補佐官ドナルド・イザクス・パンジャイタン准将
- 陸軍査察部長ストヨ・シスウォミハルヨ准将

の6人であった。

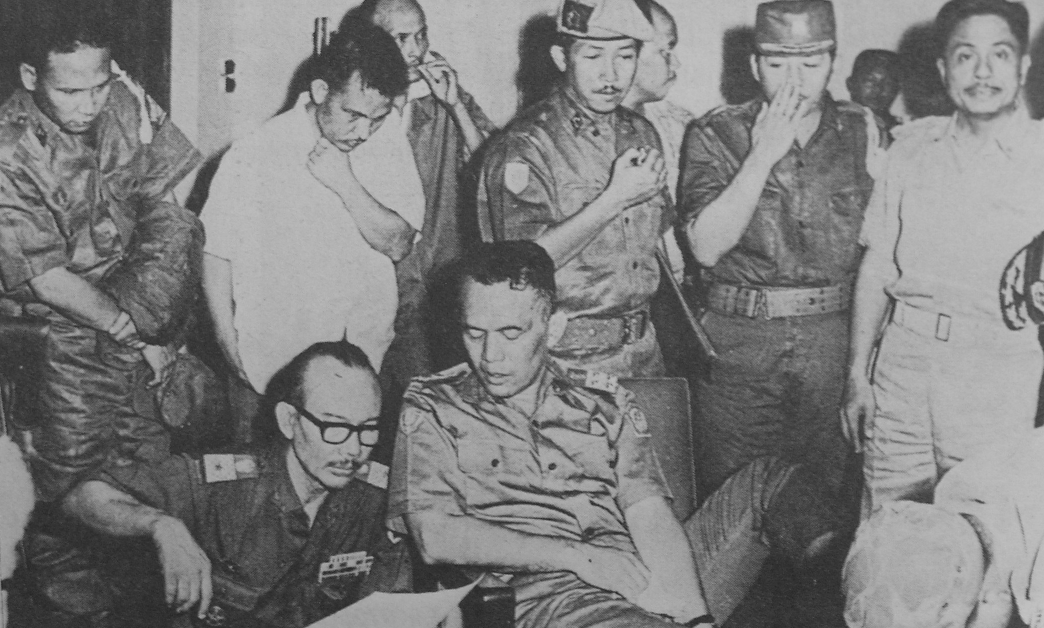
襲撃を受け足を負傷したアブドゥル・ハリス・ナスティオン大将（10月1日）

なお、国防治安相・国軍参謀総長であったアブドゥル・ハリス・ナスティオン大将も襲撃を受けたが辛くも殺害を免れた。身代わりに、彼の個人副官ピエール・テンデアン中尉と娘が射殺されている。
クーデター部隊はこの7人の遺体、もしくは重傷を負った瀕死の体を、ハリム空軍基地近くのルバン・ブヤアに軍用トラックで連れ込んだ。

### ラジオ局占拠

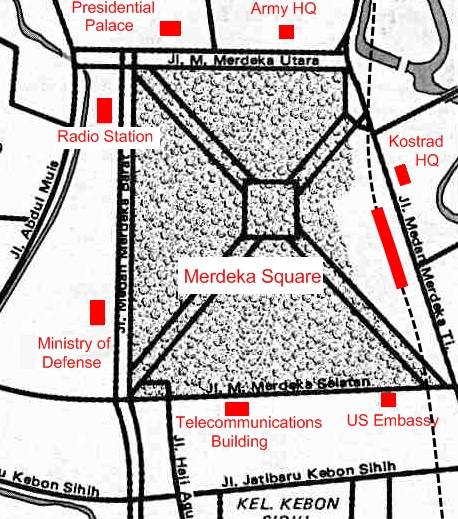
1965年9月30日当時のムルデカ広場

またクーデター部隊はジャカルタの国営ラジオ局（Radio Republik Indonesia-RRI）を占拠し、「9月30日運動司令部」と名乗って、10月1日朝にRRIを通じて全インドネシアに向けて「インドネシア革命評議会」の設置を宣言した。
RRIのラジオを通じ「インドネシア革命評議会」は、これらの陸軍将校が「将軍評議会」を結成して政権転覆のクーデターを準備しており、それを阻止するために決起した、と説明した。また、ここ数か月体調がすぐれなかったスカルノ大統領は、「9月30日運動司令部」の下で安全に保護されていると話した。
シャムスリ中佐率いる「9月30日運動司令部」らクーデター司令部は陸軍を混乱下に置き、さらに共産党傘下の共産主義青年団（プムダラヤット）や共産主義婦人運動（ゲルワニ）も行動を開始し、10月1日の昼過ぎには一度は混乱したカリマンタンやボゴールのインドネシア陸軍を掌握するように見えた。

### クーデター制圧
10月1日朝の「インドネシア革命評議会」からのRRIのラジオ放送があるまでは、スカルノ大統領とジャカルタの陸軍の一部を除き、クーデターが勃発したことを知る者はいなかった。しかし、陸軍の主だった首脳が死亡・逃亡し最高司令官が不在となったことにより、一時的に陸軍最高位に立つこととなった戦略予備軍司令官スハルト少将は、1日の朝に速やかに指揮下の部隊を展開してクーデター鎮圧を開始した。
スハルト少将らは、「9月30日運動司令部」らクーデター司令部が押さえたムルデカ広場にある戦略予備軍司令部に入り込むことに成功し、また即座に全陸軍の司令官に平服で行動するように要請し、反乱軍と正規軍を見分けることを容易にした。さらに「9月30日運動司令部」が占拠していたRRIのラジオ局やハリム空軍基地をはじめとする要所を、1日夜から2日朝までに陸軍空挺部隊などで制圧した。なお陸軍部隊を中心とした制圧に「9月30日運動司令部」らクーデター司令部はほぼ無抵抗であった。
さらに陸軍は、運動に呼応した共産党傘下の共産主義青年団や共産主義婦人運動も排除することに成功し、最終的に10月2日の午後には全軍がジャカルタを戒厳令下に置き、シャムスリ中佐率いる部隊は次々と逮捕され、一部は逃亡した。ここに共産主義者によるクーデターは完全に失敗し、首謀者とみられるアイディット共産党議長はハリム空軍基地より逃亡した（11月に射殺された）。
なおクーデター発生からここまでの間、スカルノ大統領からは何の声明もなく、「9月30日運動司令部を敵とみなし総攻撃せよ」とラジオで声明を出したのは、クーデターがほぼ終結し、スハルトと会談した後の10月2日の事であった。

### スカルノの関与疑惑

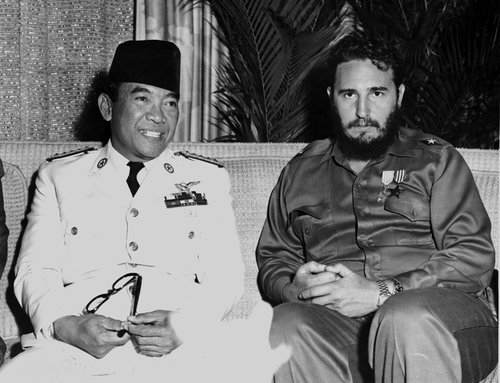
スカルノとキューバのフィデル・カストロとともに（1960年）

事件当日、スカルノ大統領はデヴィ・スカルノ第三夫人の公邸であるヤソオ宮殿に宿泊後、1日午前6時過ぎに大統領宮殿に向かう大統領専用車の中でクーデターの勃発を知った。その直後第二夫人のハルティニの住んでいるボゴール宮殿に入り、電話で情報収集をした。
その後なぜかクーデター部隊の本拠地となったハリム空軍基地に向かった。その後「9月30日運動司令部」と近いスパルジョ准将と基地内で会い、その後もクーデターに対する態度をあいまいにしたまま、ほぼ半日間ハリム空軍基地内に滞在し、午後8時過ぎになり大統領専用車で再びボゴール宮殿に向かった。
クーデターの失敗が明らかになった2日の午後になり、スカルノ大統領はスハルト少将と会談し、ようやく全軍に対し「9月30日運動司令部は反乱軍であり、インドネシアの全軍は戦うよう」に指示を出した。しかしスカルノ大統領がなぜここまで沈黙を守ったのかは謎である。
このようなスカルノ大統領のクーデター時の行動に対し、「インドネシア共産党と親しいことで知られたハルティニ邸に行った」、「その後、クーデター部隊の本拠地となったハリム空軍基地にわざわざ向かった」ことや、「クーデター発生に対してすぐにラジオなどで反クーデター宣言を出さなかった」ことなど、スハルト少将ら軍首脳部はスカルノ大統領の曖昧な態度に訝しみを抱き、スカルノ大統領は事件への関与を疑われる厳しい立場に追い込まれた。

### 遺体発見

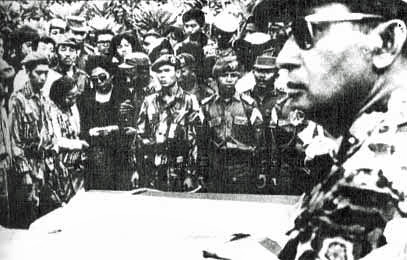
暗殺された国軍将校の葬儀を訪れたスハルト（10月5日）

その後10月3日に、クーデター指令室が置かれていたジャカルタのハリム空軍基地近くのルバン・ブヤアで、古井戸に投げ込まれていた6人の将軍と1人の将校の遺体が発見された。
これらは瀕死、もしくは死体となってルバン・ブヤアに運び込まれた後、居合せた共産党の若者たちにナイフやこん棒などで滅多打ちにされ、古井戸に投げ込まれた。死体は深い井戸に投げ込まれたせいもあり回収に難航し、4日にすべて回収された。
その後5日のインドネシア軍建軍記念日に、7人の合同葬儀がスハルト少将も訪れた上でカリバタ英雄墓地において大々的に行なわれ、テレビやラジオで世界各国に放映された。その模様を知らされた国民は、インドネシア共産党の起こした事件の残忍さに震撼し、これまで一定の支持を受けていたインドネシア共産党に対する国民からの評価は地に落ちた。
しかしここでもスカルノ大統領はなぜか葬儀に参列しなかったため、ただでさえ膨らんだスカルノ大統領に対する軍内部の疑惑は、頂点に達した。

## スカルノからスハルトへ

### 権限移譲
クーデター発生後の10月2日にスハルトと会談したスカルノ大統領が、事件後の「治安秩序回復」に必要な全ての権限をスハルトに与えたことは、そうした立場での交渉力の弱さを突かれたものと思われる。そのスハルトへの権限委譲は、のちにスカルノ自身の政治生命を奪う致命傷となった。
当時のスハルト少将は、インドネシア独立戦争や西イリアン解放作戦などで野戦指揮官としての評価を得て陸軍内で昇進を続け、1963年5月、陸軍の精鋭部隊である戦略予備軍司令官に就任、1965年1月には「マレーシア粉砕」作戦司令部副司令官にも任命されていた。一見、政治的野心からは程遠い、堅実な軍人と映ったのか、スカルノはスハルトを重用した。

### 共産主義者狩り
しかし、9月30日事件は両者の力関係を完全に逆転させた。スカルノ大統領から治安秩序回復の全権委任を得たスハルトの主導のもと、クーデター首謀者とされたウントゥン大統領親衛隊隊長の拘束が行われ、また事件に関与したとして、インドネシア共産党のジャカルタの施設が10月8日に市民の手で焼きはらわれ、中国語教育や文化活動も同時に禁止された。

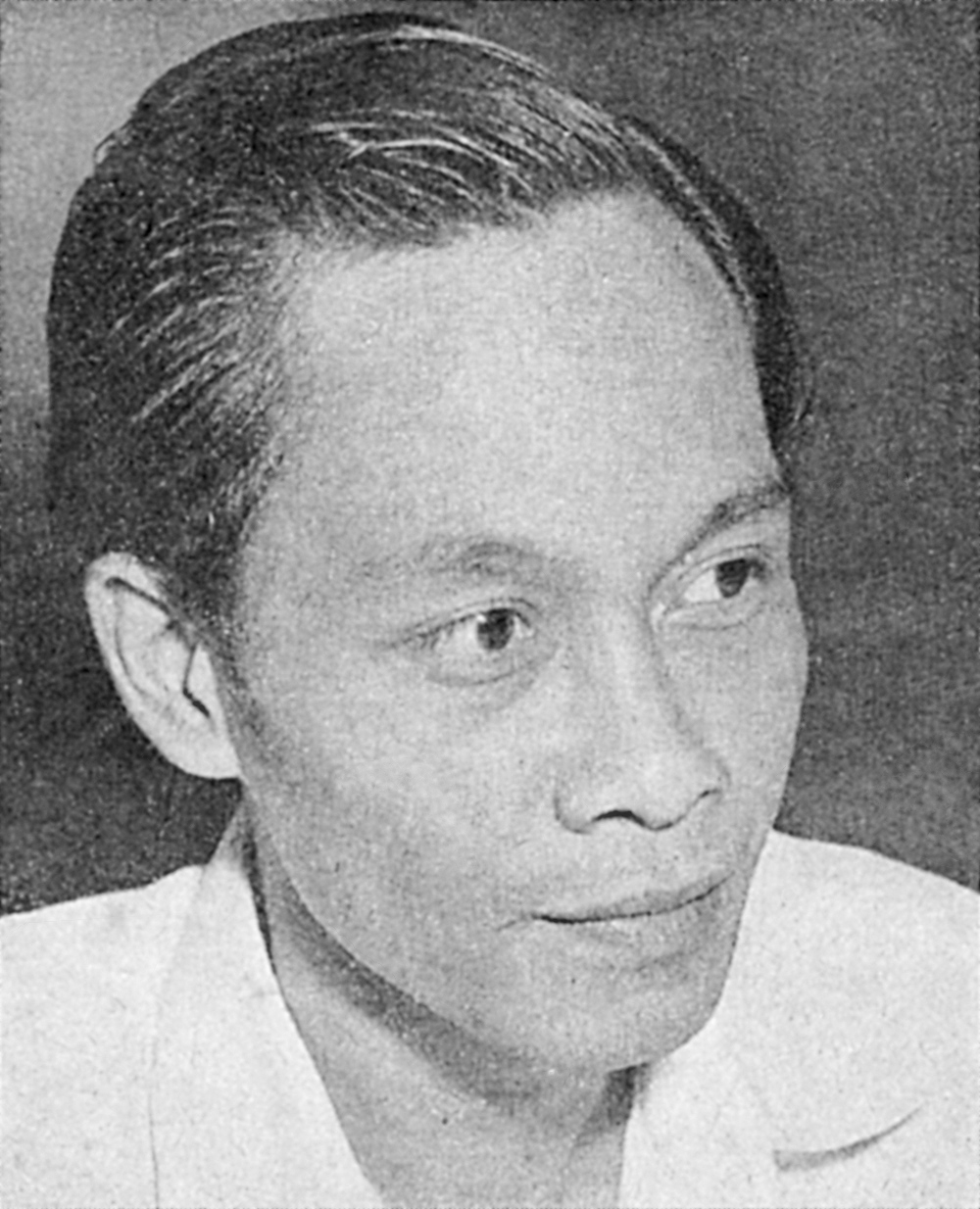
プラムディヤ・アナンタ・トゥール

さらにその後インドネシア共産党書記長のアイディットをはじめとする共産主義者約50万、特に40万人の華僑に対する集団虐殺が起きた。「20世紀最大の虐殺の一つ」とも言われ、50万人前後とも、最大推計では300万人とも言われるその数は、今日でも正確には把握されていないが、こうした共産主義者を中心とした残虐な大虐殺は、事件直後の1965年10月から1966年3月ごろまでスマトラ、ジャワ、バリで続いたと見られる。インドネシアの国民的作家プラムディヤ・アナンタ・トゥールもこのとき拘束され、以後長い獄中生活を強いられることになった。
このように共産主義勢力を物理的に破壊していく過程で大きな役割を果たしたのは国軍の他は、「共産主義者狩り」に動員された青年団、イスラーム団体およびならず者集団であった。

### スハルトの大統領就任

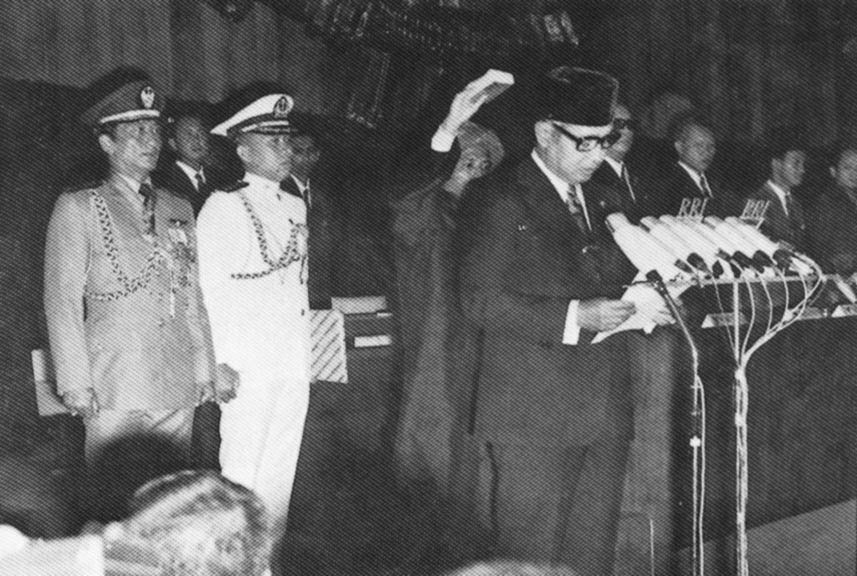
スハルトの大統領就任式（1968年）

共産党への接近を進めるなど（なおスカルノ大統領は「将軍評議会」に対しては批判的であったと言われる）、従来の容共路線の責任を問われたスカルノ大統領は、1966年2月21日に新内閣を発表してなおも政権を維持しようとしたが、スハルト少将が陸軍、イスラム教系諸団体、学生団体などによるスカルノ糾弾の街頭行動を支援したため、辞任要求の圧力を抑えることができなかった。
そして1966年3月11日、スカルノ大統領はスハルトに大統領権限を委譲する命令書にサインして、一連のインドネシアの政変劇は終幕した。
この「3月11日」は以後インドネシアで特別な日とされ、スカルノが署名した「3月11日命令書（Surat Perintah Sebelas Maret）」は、略して「スーパースマール（Supersemar）」と呼ばれ、スハルト政権期の大統領指名選挙を行なう国民評議会はこの日に開催されていた（中部ジャワのスラカルタには、3月11日大学という大学まで存在する）。その後1968年にスハルトは正式に大統領に就任した。

### その後のスカルノ
インドネシアはその後、スカルノから実権を奪って1968年3月27日に正式に第2代大統領に就任したスハルトが、新たに作った「新秩序」体制のもとで、共産党とそのシンパを国内政治から完全に排除し、インドネシア共産党と近かったスカルノ前大統領のハルティニ第二夫人は一時拘束された。
また冷戦下の東南アジアにおける反共国家として、インドネシアは中華人民共和国と断交し（一方で中華民国とも国交を結ぶこともなかった）、反対にアメリカやイギリス、南ベトナムなどの西側諸国と接近する。なおアメリカ政府は「9月30日事件」へのかかわりをやんわりと否定した。
一方のスカルノは「国父」としての地位は保ったものの、全ての役職をはく奪され自宅に事実上の軟禁状態におかれ、さらに第3夫人デヴィら多くの家族が国外に政治亡命、離散するという失意の状況におかれたまま、1970年6月21日にジャカルタで死去した。

## 中国共産党と事件の関係

### 毛沢東との関係

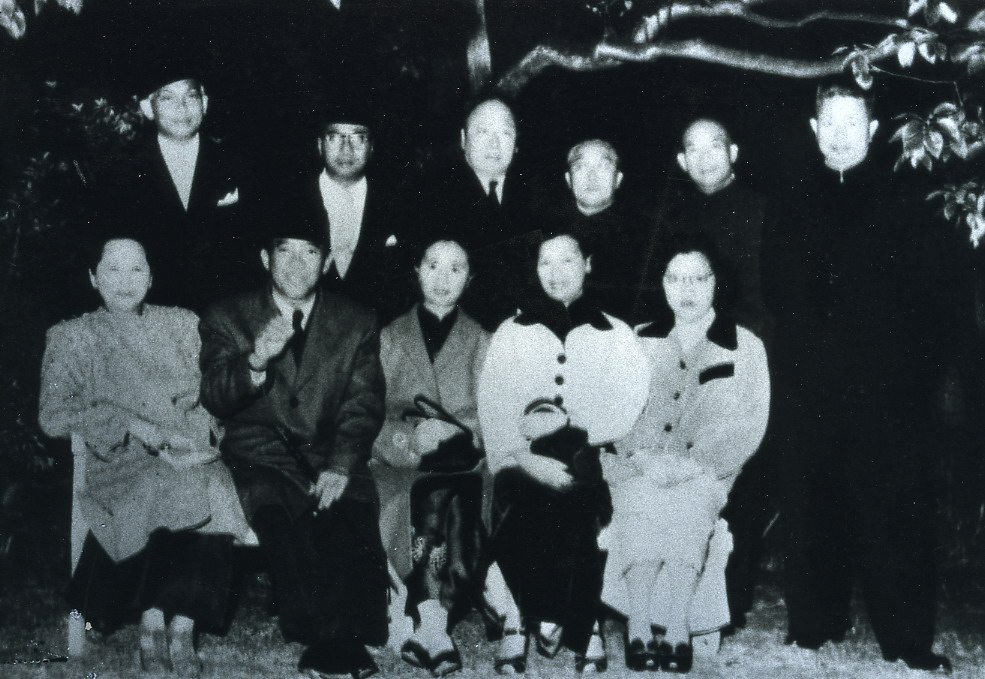
スカルノと陳毅、宋慶齢（1956年）

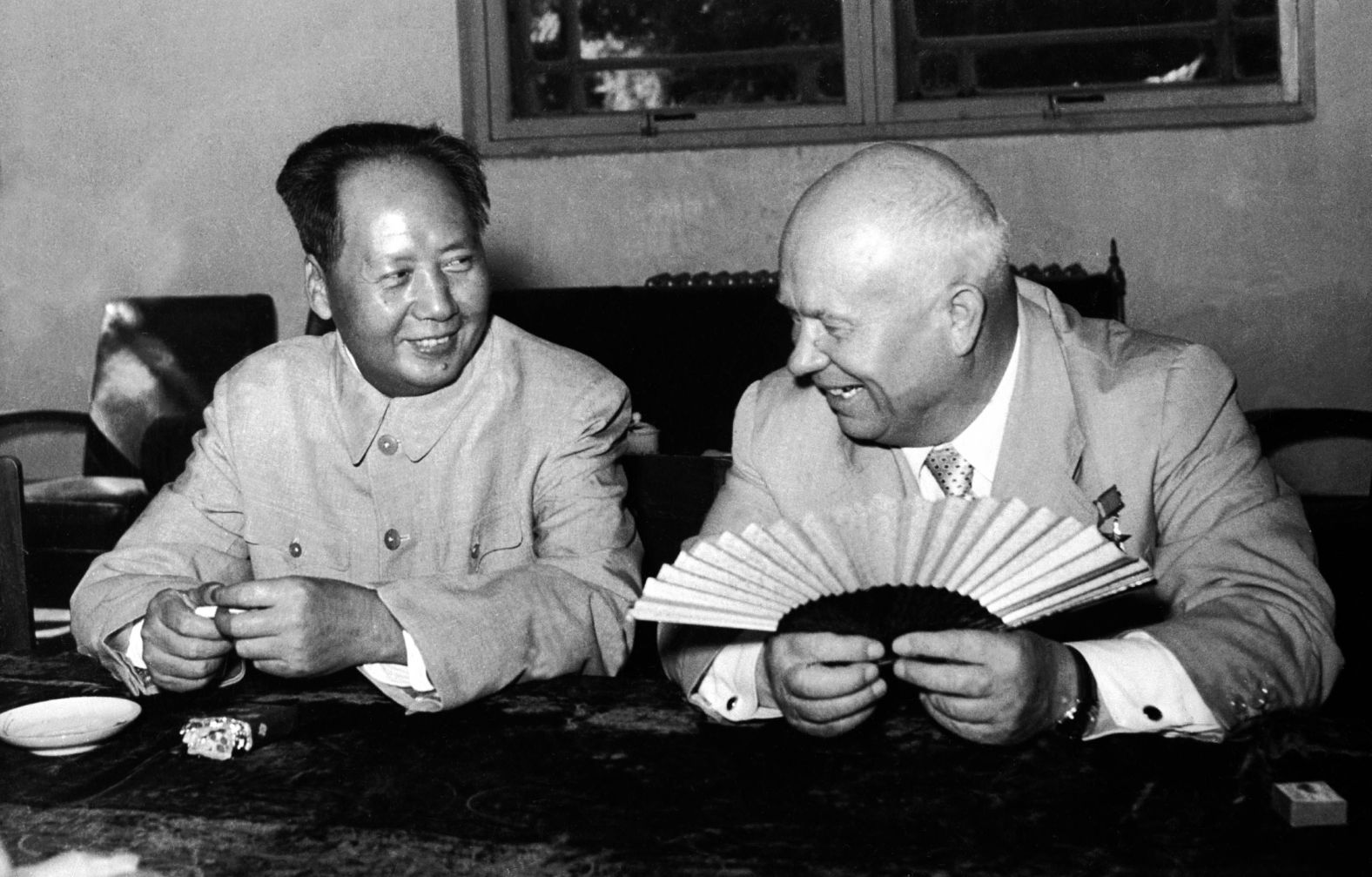
ソ連共産党のニキータ・フルシチョフ（右）と中国共産党の毛沢東

事件は、毛沢東の武装闘争・農村が都市を包囲する・人民戦争理論という毛沢東思想の影響がみられ、中国共産党が事件に関与していると事件直後からインドネシア当局から指摘されており、CIAは関与を示唆しているが、中国共産党当局は関与を否定、中華人民共和国の公文書が公開されていないことから現在のところ物証は存在しないが、スカルノの特使である鄒梓模は事件前に、周恩来から緊急援助と武器の引き渡しがあったことを証言しており、毛沢東は周辺の東南アジア諸国の友党である各国共産党に武装蜂起による革命を積極的に推奨し、それらが9月30日事件の背後にあったことは事実である。
周陶沫（南洋理工大学教授）が中国外交部の外交文書からCIAが注目していた毛沢東、劉少奇、周恩来、鄧小平、彭真、陳毅、康生などの首脳が、北京訪問中のディパ・ヌサンタラ・アイディットから、事件直前の1965年8月5日に計画を事前に打ち明けられていた会談内容を記録した文書を発掘したが、毛沢東は国共合作と国共内戦の経験を語り、和戦両にらみで準備を進めるべきだとアイディットに伝えた。
もともとインドネシア共産党と中国共産党は国際共産主義統一戦線の友党関係にあり、1950年代後半から始まった中ソ対立の中でもインドネシア共産党はソビエト連邦寄り或いはソ連と中華人民共和国の等距離関係にあったが、1963年にインドネシア共産党はソ連から中華人民共和国寄りへとシフトし、中国共産党の革命路線と毛沢東思想を鮮明に打ち出した。
インドネシア共産党と中国共産党は兄弟党の関係となり、アイディットは林彪の人民戦争理論を先取りする理論を打ち出し、スカルノは中華人民共和国とインドネシア共産党に接近し、中華人民共和国はスカルノが推進するコンフロンタシ（インドネシアの対マレーシア強硬政策）、国連脱退、新植民地主義批判を高く評価し、中華人民共和国は1965年にスカルノに武装農民と労働者から結成される第五軍（陸軍・海軍・空軍・警察に続く5番目の武装した労農人民軍）設置を持ち掛けたが、それはインドネシア陸軍とインドネシア共産党の対立の先鋭化を招いた。さらに事件の数時間前には、インドネシアの核開発計画に対して、前年にアジア初の核保有国となった中華人民共和国が協力する意向を毛沢東はスカルノに伝えていた。

### 9月30日後
1965年12月11日に事件の失敗が毛沢東に伝えられた際に、「かえってこれはいいことなのだ、なぜならインドネシア共産党はここから武装闘争を展開できるからだ」、「インドネシア革命が失敗したと思うな」と明言し、インドネシア共産党は毛沢東の勧告を聞き入れて「山に登る」ことになるだろうと嬉しそうにしていたという。1966年3月の日本共産党訪中団に対して毛沢東は、事件を「インドネシア共産党の武装蜂起」と呼んで、事件の失敗の責任はインドネシア共産党にあり「スカルノを妄信し、軍内部における党の力を過信した」、「動揺し、最後まで戦い抜かなかった」と主張し、事件を武装闘争による革命路線からすれば不徹底な革命として批判した。
事件鎮圧後にインドネシア共産党員が粛清された後の1967年に西カリマンタン州で勃発した西カリマンタンサラワク連合部隊（火焔山部隊）による武装闘争は、中華人民共和国の文化大革命や紅衛兵の影響を受けたものであり、火焔山部隊は、毛沢東の著作や中国共産党の理論誌『紅旗』を読んで思想教育を行い、中国共産党下のメディアは、「毛沢東の正しい革命路線と毛沢東・林彪の人民戦争理論を継承するもの」として、火焔山部隊の遊撃戦を国際ニュースとして宣伝した。
中国共産党は、事件時に北京に滞在していたインドネシア共産党員や、事件後に北京に庇護を求めてきたインドネシア共産党員を保護するなど、インドネシア共産党の亡命党員の受け入れなどの各種支援を行い、解体したインドネシア共産党は、中国共産党主導の国際共産主義統一戦線のもとに再建され、インドネシア共産党の難民輸送船の帰着港の広東省湛江市や海南島では、インドネシアに帰国する華僑に対するインドネシア共産党の幹部養成訓練が行われた。また、新たに中華人民共和国に来たインドネシアの青年のなかには、文化大革命中に紅衛兵に加わった者もおり、南京軍官学校には1967年に100人程度のインドネシア共産党員がおり、文化大革命中に批判大会や毛沢東思想の学習会に出席し、遊撃戦の訓練が行われた。

## 関連映画
1982年のオーストラリア映画『危険な年』はスカルノ政権末期のインドネシアに派遣されたオーストラリアのテレビ特派員を主人公としており、9月30日事件も描かれる。
2010年のインドネシア・フランス合作映画『聖なる踊子』は、9月30日事件後の時代の嵐にのまれた村とそこに暮らす人々を描いた映画である。
2012年のジョシュア・オッペンハイマー監督によるイギリス・デンマーク・ノルウェー合作ドキュメンタリー映画『アクト・オブ・キリング』は、9月30日事件の経過で発生した民間人による大量虐殺を取り扱った。インドネシアにおいては、2010年代に入っても9月30日事件を扱うことはタブーであり、被害者への取材を禁止されたことから、製作サイドは加害者側の民間人への取材を行い、殺害方法などを取りまとめた異色の映画作品となった。2014年には姉妹編『ルック・オブ・サイレンス』が公開された。